# 2171 Kiev
För andra betydelser, se Kiev (olika betydelser).
2171 Kiev eller 1973 QD1 är en asteroid i huvudbältet som upptäcktes den 28 augusti 1973 av den ryska astronomen Tamara Smirnova vid Krims astrofysiska observatorium på Krim. Den har fått sitt namn efter den ukrainska huvudstaden Kiev.
Asteroiden har en diameter på ungefär 8 kilometer.